# Knoten Villach
Der Knoten Villach ist ein Autobahnkreuz bei Villach in Kärnten, Österreich.

## Allgemeines
Eine kleine Auffahrt befindet sich an der Kärntner Straße B 83 Richtung Italien.
| Vorherige ASt.     | Süd Autobahn | Nächste ASt. |
| ------------------ | ------------ | ------------ |
| Villach-Faaker See | Villach      | Wernberg     |

| Vorherige ASt.        | Tauern Autobahn | Nächste ASt. |
| --------------------- | --------------- | ------------ |
| Villach-Ossiacher See | Villach         | —            |

| Vorherige ASt. | Karawanken Autobahn | Nächste ASt.            |
| -------------- | ------------------- | ----------------------- |
| —              | Villach             | St. Niklas - Faaker See |

## Ausbau 2023

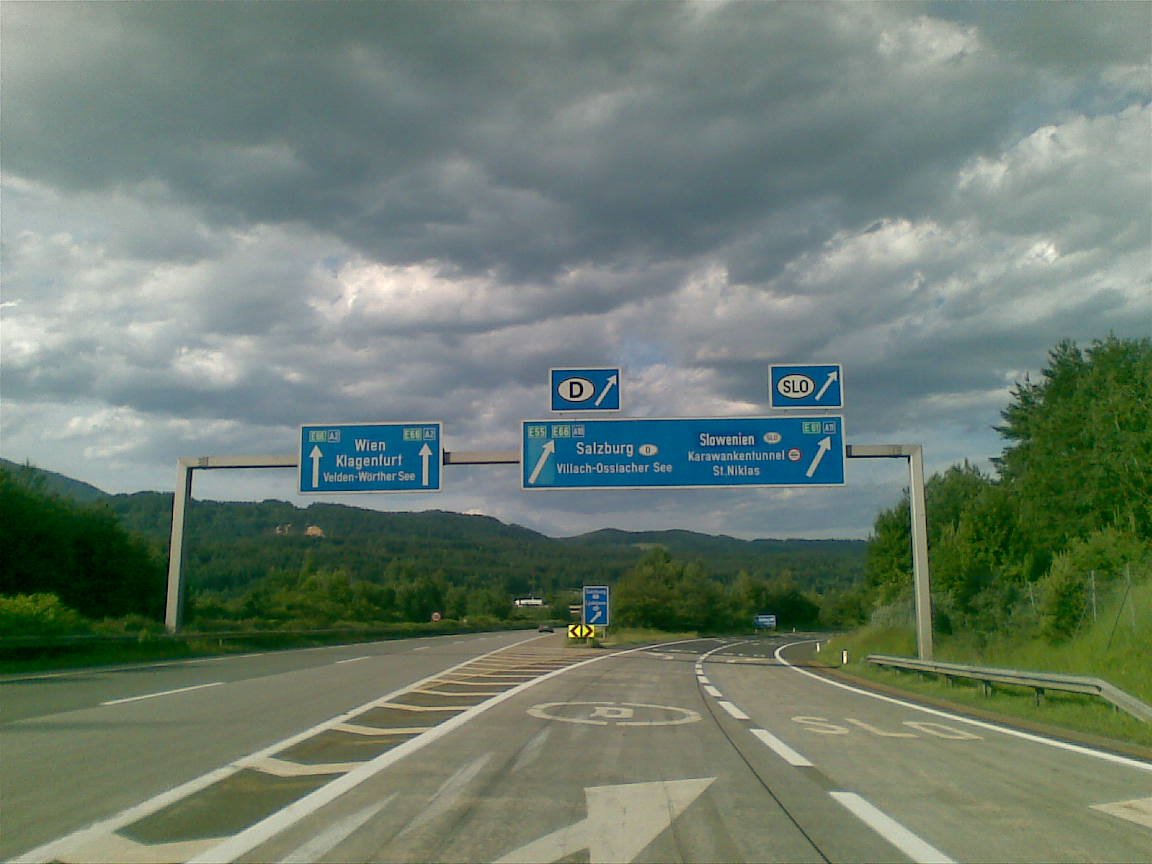
Knoten Villach, von Italien kommend

Im Zuge des aktuellen Voll-Ausbaus des Karawankentunnels sind für das Jahr 2023 – noch vor Fertigstellung der neuen Oströhre – bauliche Veränderungen am Knoten geplant. Aktuell führt z. B. nur eine Spur von und zu der im Sommer viel befahrenen A10. Hier sollen entsprechende Maßnahmen getroffen werden.